# Zygiella
Zygiella és un gènere d'aranyes araneomorfs de la família Araneidae distribuïdes per tot el món excepte a Austràlia, Oceania i zones polars.

## Taxonomia
- Zygiella atrica (C. L. Koch, 1845)
- Zygiella calyptrata (Workman & Workman, 1894)
- Zygiella indica Tikader & Bal, 1980
- Zygiella keyserlingi (Ausserer, 1871)
- Zygiella kirgisica Bakhvàlov, 1974
- Zygiella minima Schmidt, 1968
- Zygiella nearctica Gertsch, 1964
- Zygiella poriensis Levy, 1987
- Zygiella pulcherrima (Zawadsky, 1902)
- Zygiella shivui Patel & Reddy, 1990
- Zygiella x-notata (Clerck, 1757)